# Sphecodes rotundiceps
Sphecodes rotundiceps är en biart som beskrevs av Cockerell 1919. Sphecodes rotundiceps ingår i släktet blodbin, och familjen vägbin. Inga underarter finns listade i Catalogue of Life.